# Denis Bertrand
 (juin 2009).
Si vous disposez d'ouvrages ou d'articles de référence ou si vous connaissez des sites web de qualité traitant du thème abordé ici, merci de compléter l'article en donnant les références utiles à sa vérifiabilité et en les liant à la section « Notes et références ».
Denis Bertrand, né le 12 avril 1949, à Saint-Jouan-des-Guérets (Ille-et-Vilaine), est un sémioticien français contemporain, professeur de littérature française à l'Université Paris VIII, où il enseigne la théorie littéraire et la sémiotique générale. Entre 1996 et 2016, il codirige le Séminaire intersémiotique de Paris (1991-2019). Entre 2007 et 2017, il intervient comme expert dans des programmes audiovisuels populaires.

## Biographie

### Formation et activité professionnelle
Denis Bertrand entame ses études de littérature à Nantes, où il obtient une maîtrise de lettres modernes (1970) avec un mémoire intitulé : Espace et présences dans l’œuvre poétique de Henri Michaux. Deux ans après, il obtient l'agrégation de lettres modernes. À partir de 1979 et pendant quinze ans, il travaille au Bureau pour l’enseignement de la langue et de la civilisation françaises à l’étranger (BELC), rattaché au Centre international d’études pédagogiques (CIEP). Il en devient le directeur en 1992.
Parallèlement, et jusqu'à 1978, il se spécialise en Sciences du langage (DEA, EHESS). En faisant dialoguer la littérature et la sémiotique, il soutient une thèse sur Les configurations de la spatialité dans Germinal d’Émile Zola (doctorat, EHESS, 1983) sous la direction d'A. J. Greimas, et en 2000 est habilité à diriger des recherches en présentant un dossier sur Sémiotique, littérature, discours social. Pour une approche de la signification en acte.
De 1996 à 2000, il est engagé comme maitre de conférences à l'Université de Paris-III puis, à partir de 2001, comme professeur à l'Université de Paris-VIII. Il y dirige entre 2005 et 2011 l’UFR « Littérature, histoire, sociologie ». Parallèlement, il intervient comme chargé de cours à l'ESSEC (1998-2006), et à SciencesPo (2008-2015).
De 2013 à 2017, il préside l’Association française de sémiotique.
Denis Bertrand développe également une activité de conseil dans le domaine du marketing et de la communication, pour diverses institutions (Renault, La Poste, L’Oréal, etc.).

## Activités médiatiques

### «Déshabillons-les» (2007-2017)
À la suite de la parution du livre Parler pour Gagner. Sémiotique des discours de la campagne présidentielle de 2007, la journaliste Hélène Risser propose à Denis Bertrand de participer à la réalisation d’une émission de décryptage d’un genre nouveau, portant sur la vie politique : les discours, les comportements, les motifs.
Déshabillons-les a été créé en septembre 2007 et réunit autour de la présentatrice tous les 15 jours, sur le plateau de la chaîne Public Sénat, des spécialistes des sciences humaines – philosophes, ethnologues, sociologues, psychanalystes, politologues… –, dont Denis Bertrand. 
Chaque émission porte sur un sujet particulier – les présidents de la République et le sport, le rôle de Premier ministre, Politique et Religion, etc. – ou sur le portrait d’une personnalité politique – Bertrand Delanoë, François Fillon, Rachida Dati, etc. Une collaboration avec l’Institut national de l'audiovisuel (INA) permet d’avoir accès aux archives et de remonter sur chaque thème le cours du temps.

### «Denis Décode» (2011-2016)
Denis Décode est le titre d'un ensemble de programmes courts (2 à 3 min) où Denis Bertrand (voix off) commente en sémioticien les événements de l’actualité politique. Ces « pastilles », diffusées sur Dailymotion, sont développées depuis 2008 par la Générale de Production, société dirigée par Alexandre Hallier. 
Parmi les thèmes traités : 
- « Ségolène Royal. On ne met pas la reine en échec »
- « La leçon de M. Sarkozy »
- « Nicolas Sarkozy et Martin Hirsch. Les chevaliers de la Table Ronde »
- « La colère de M. Cohn Bendit »
- « George W. Bush esquive le coup de pompe »
- « Le discours inattendu de Mr. Obama »
- « Olivier Besancenot. La rentrée des classes »

## Contribution à la sémiotique
Ses travaux de recherche portent sur les relations entre phénoménologie, rhétorique et figurativité, dans le cadre plus général des rapports entre  sémiotique et rhétorique et de leurs champs d’exercice concrets en socio-sémiotique (Parler pour convaincre. Rhétorique et discours, Paris, Gallimard, 1999).

### Sémiotique générale et littéraire
Dans le Séminaire intersémiotique de Paris, avec J. Fontanille, et plus tard avec J.-F. Bordron, il définit les problématiques chaque année et a veillé à leur mise en œuvre. Ses travaux portent sur leurs prolongements et leurs implications dans le domaine de la théorie littéraire et de l’analyse des discours.
Une question se trouve au centre de ses recherches, depuis ses premiers travaux sur la spatialité dans l’œuvre romanesque de Zola : celle de la figurativité, développée dans la direction des poétiques du sensible et de la représentation. Les orientations récentes du groupe de recherche en sémiotique sur les problématiques de la sensorialité, de l’esthésie et des formes sémiotiques qui les caractérisent ont permis de renouveler et d’approfondir les liens entre sémiotique et phénoménologie. Les implications de ces approches sur la saisie et la description des phénomènes d’écriture littéraire sont au cœur des préoccupations de l'auteur et se traduisent aussi bien dans ses enseignements que dans ses publications récentes.
Une autre direction de recherche est celle des liens, réactivés, entre sémiotique et rhétorique. Le réexamen des travaux de la rhétorique générale a permis de renouveler l’approche du sensible et du passionnel dans l’argumentation (en faisant ressortir par exemple l’importance de l’argumentation figurative). Inversement, les propositions récentes de la sémiotique des passions ainsi que les recherches en cours sur les modes du sensible ont ouvert des voies nouvelles à la problématique des interactions discursives. Cette orientation générale, exprimée dans un ouvrage à vocation didactique connaît des développements plus spécialisés sur les concepts et opérations traditionnels de l’enthymème d’un côté et de la topique de l’autre. La recherche de Denis Bertrand à leur sujet vise à conjoindre les deux problématiques qui traversent le champ sémiotique, celle de la catégorisation sémantique d’un côté, celle de la perception et de la sensorialité de l’autre. La voie de cette convergence est étroite, mais, comme il le suggère, s'il était possible de la fonder, alors ses implications du côté de la théorie littéraire et de la connaissance des textes pourraient être importantes. Elle constitue en tout cas un des axes directeurs de son travail.

### Opérativité de la sémiotique et pratiques sociales du discours
Denis Bertrand travaille sur la didactique du français, comprenant à la fois l’enseignement de la langue maternelle, celui du français comme langue seconde et celui du français comme langue étrangère. àA ce titre, il est invité par A. Viala à participer, de 1996 à 2001, à la conception, l’élaboration et la mise en œuvre de la réforme des programmes de français au collège et au lycée. 
La communication sociale intéresse l'auteur essentiellement comme champ d’exercice de la sémiotique du discours. À travers des études de presse, de publicité, de communication d’entreprises et d’institutions, ce domaine offre un vaste espace de réflexion à la recherche elle-même, concernant d’une part les formes de coexistence des langages verbaux et non verbaux, d’autre part les variétés culturelles des discours contemporains en relation avec la formation des stéréotypies dans la communication de masse. Pour D. Bertrand, ce travail se concrétise dans des activités de consultant auprès des entreprises, des agences de création publicitaire et des instituts d’étude des opinions (IPSOS, Thema, etc.), ainsi que dans des enseignements qui peuvent avoir des visées professionnelles directes (auprès d’étudiants de Paris III et de l’ESSEC, et plus tard de Paris 8 et de Sciences Po Paris.

### Activités pédagogiques
D. Bertrand a développé l'enseignement simultanément dans les domaines suivants :
- En littérature française, depuis la formation initiale d’étudiants étrangers francisants jusqu’aux formations de Master et de Doctorat. Le travail de D. Bertrand en littérature comprend l’histoire des formes littéraires, les aspects méthodologiques de l’histoire littéraire, le travail sur les textes et les œuvres, enfin l’apport de la sémiotique à l’approche de la littérature et de son enseignement (centré notamment sur le XIXe siècle).

- En analyse sémiotique des discours sociaux, dans les situations professionnelles (médias, publicité communication interne et externe des entreprises, etc.). L’objectif est alors, par delà la formation méthodologique et théorique, de faire surgir des problématiques nouvelles mobilisées par les formes de la communication sociale contemporaine, et d’associer les étudiants à cette réflexion.

- En didactique enfin, la réflexion sur l’enseignement, fondée sur une connaissance au moins partielle de ses différents milieux, se situe à la croisée de la didactique et des variétés de l’enseignement du français, langue maternelle (avec la réforme des programmes), langue seconde et langue étrangère.

Ces activités diverses trouvent leur cohérence à travers la spécialité de D. Bertrand en sémiotique du discours. Cette spécialité permet, à partir de ses hypothèses théoriques et de ses instruments de méthode, d’établir des passerelles entre les différents domaines, de les réfléchir ensemble, d’appréhender textes et discours en fonction de leurs finalités sociales et des axiologies culturelles (esthétiques, fonctionnelles, etc.) qu’elles mobilisent, et surtout de rapporter les formes sociales de l’identité à la médiation du langage.

## Travaux et publications

### Ouvrages théoriques
- L’espace et le sens. Germinal d’Emile Zola, Paris-Amsterdam : Hadès-Benjamins, 1985, 213 p.
- Parler pour convaincre. Rhétorique et discours, Paris : Gallimard, 1999, coll. « Le Forum », 188 p.
- Précis de sémiotique littéraire, Paris : Nathan, coll. « Fac. Linguistique », 2000, 272 pages. Trad. italien, G. Marrone et A. Perri, Basi di semiotica letteraria, Roma, Meltemi, 271 p., 2002. Trad. portugais, Sao Paulo, 2003.
- D. Bertrand, Alexandre Dézé, Jean-Louis Missika, Parler pour gagner. Sémiotique des discours de la campagne présidentielle 2007, Paris, Presses de Sciences-po, 2007.

#### Direction d’ouvrages
- Denis Bertrand, Maciej Abramowicz et Tomasz Stróżyński , éds., L’Humour européen, 2 volumes, Lublin : Wydawnictwo Umcs, 1993.
- D. Bertrand, J. Fontanille, éds., Régimes sémiotiques de la temporalité. La flèche brisée du temps, Paris, PUF, « Formes sémiotiques », 2006.
- D. Bertrand, M. Costantini, S. Dambrine, J. Alonso, éds., La transversalité du sens, Saint-Denis, PUV, 2007.

### Ouvrages pédagogiques
- Le Joueur, F. Dostoïevski, Paris : Bordas-Pédagogie moderne, coll. « Lectoguide 2 », 1979, 127 p.
- Lectures de récits. Parcours méthodologique de lecture et d’analyse des textes littéraires (collab. A. Ali Bouacha), Paris : BELC, 1981, 185 p.
- Germinal. Emile Zola, Paris : Bertrand-Lacoste, coll. « Parcours de lecture », 2000, 127 (Nouvelle édition, réécrite et remaniée, du même ouvrage paru en 1980 dans la collection « Lectoguide »).
- Montaigne, « De l’expérience », Les Essais, Livre III, chapitre 13. Lecture accompagnée, Paris, Gallimard, coll. « La bibliothèque », 2002.